# Casa do Infantado

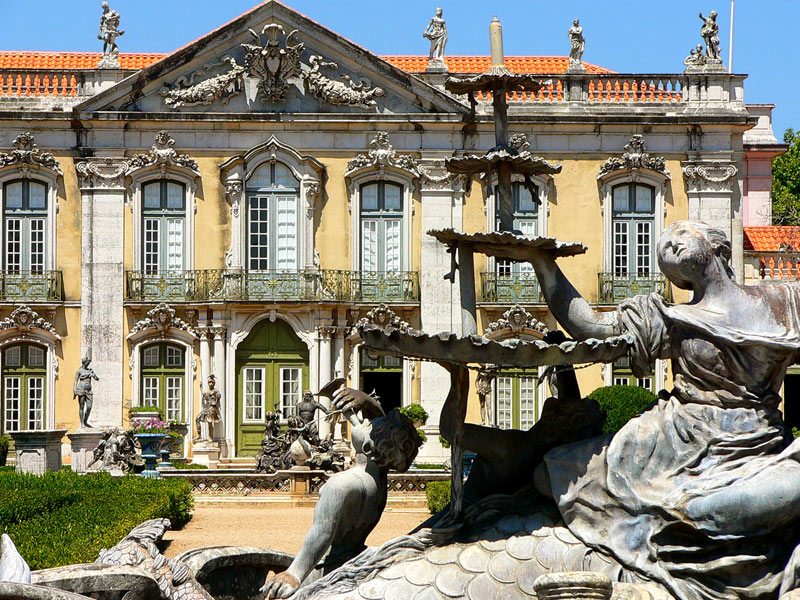
Il Palazzo Nazionale di Queluz fece parte delle proprietà della Casa do Infantado.

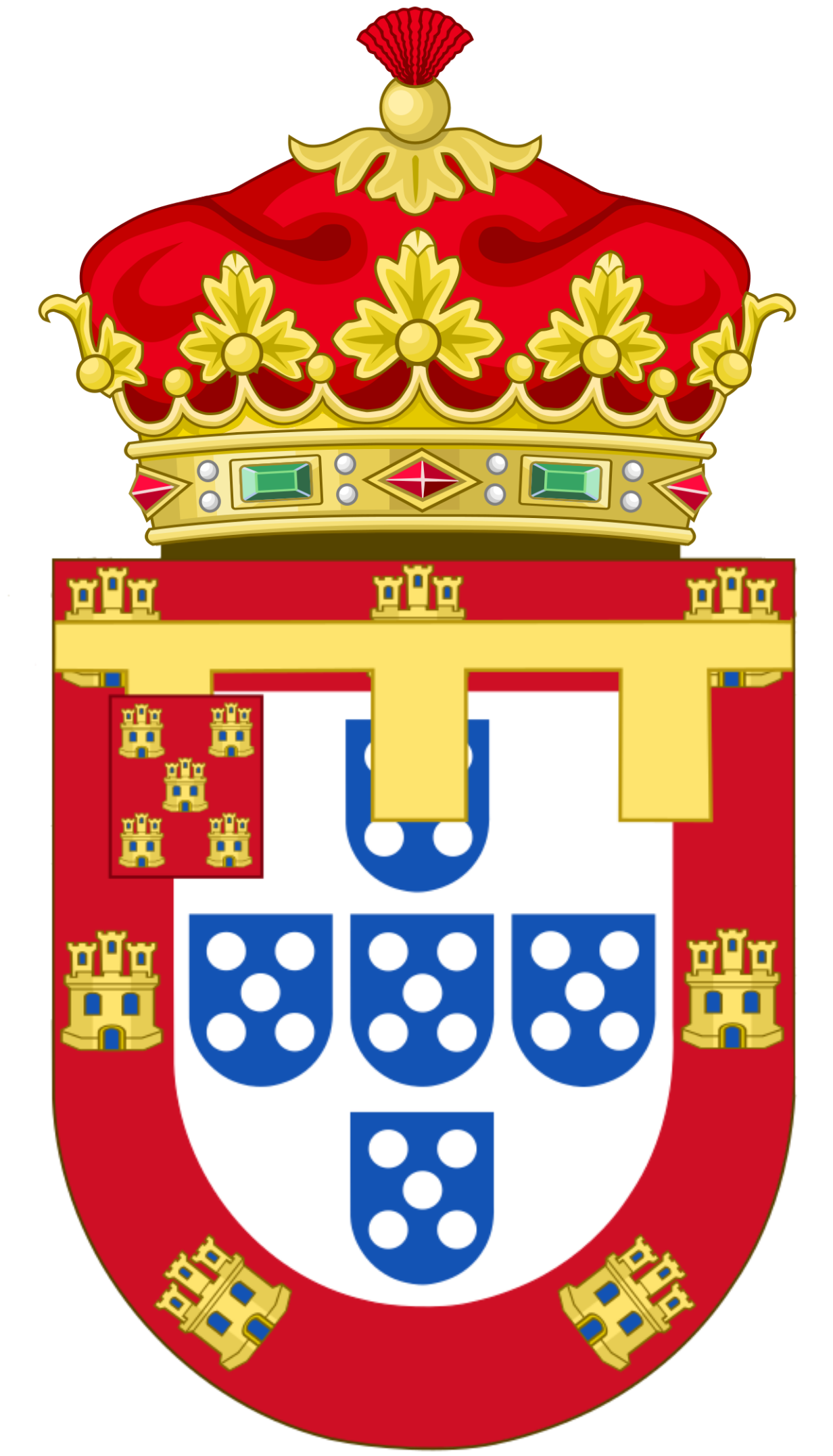
Arma dell'Infante del Portogallo.

Creata dal re D. Giovanni IV con Carta Régia datata 11 agosto 1654, la cosiddetta Casa do Infantado era un complesso di beni materiali, proprietà e rendite, ovvero un vasto appannaggio costituito per la maggior parte mediante la confisca di patrimoni appartenuti alla nobiltà filo spagnola, espropriati in seguito alla restaurazione dell'indipendenza portoghese. L'appannaggio venne soppresso nel 1834 e i beni ad esso appartenenti devoluti al patrimonio dello Stato (con l'eccezione degli immobili destinati ad ospitare la famiglia reale).
I beni in questione erano di proprietà del figlio secondogenito del re del Portogallo; tale Infante era inoltre detentore del titolo di Signore della Casa dell'Infantado o semplicemente Signore dell'Infantado. La creazione di tale istituzione aveva la finalità di assicurare il mantenimento dei secondogeniti, affinché risiedessero nel regno creandovi una propria famiglia. Era essenziale infatti garantire la filiazione di un'ampia discendenza anche da parte di questo ramo della famiglia. È possibile supporre che Giovanni IV fosse già certo dell'incapacità del proprio erede (il futuro Alfonso VI del Portogallo) a continuare la dinastia. 
Alla base della donazione costitutiva dell'appannaggio vi era la città di Beja, con il titolo ducale annesso. Giudicata insufficiente la rendita di tale titolo, vennero aggiunte la signorie di Vila Real e di Caminha, confiscate nel 1641. La donazione includeva città, villaggi, castelli, patronati, terreni, giurisdizioni, tributi. La Casa ricevette successive ulteriori donazioni dalla Corona: il palazzo di Queluz e le sue adiacenze; i palazzi e le abitazioni della famiglia Corte-Real a Lisbona, già appartenuti al 2º marchese di Castelo Rodrigo Manuel de Moura Corte Real; la città di Serpa e i suoi granai assieme a quelli di Moura; le rendite dell'Ordine del Cristo del quale l'Infante veniva inoltre nominato commendatore; le aree agricole di Golegã, Borba, Mouchões e Silveira nel distretto di Santarém; le produzioni di sapone della città di Porto nonché varie città e villaggi nelle regioni dell'Entre Douro e Minho e del Trás-os-Montes. Dopo l'incoronazione di Alfonso VI vennero aggiunti ulteriori benefici, come ad esempio la concessione fatta a D. Pietro di ottenere annualmente 2000 quintali di pau brasil esenti da imposte; si ebbe inoltre l'acquisto effettuato da Giovanni IV a beneficio della figlia Caterina di Braganza della città di Lamego e dell'area di Paul de Magos.
Non era solamente l'estensione dei suoi domini che definiva il tratto saliente della Casa do Infantado, quanto piuttosto il complesso delle sue rendite in un'area che spaziava dal Trás-os-Montes al Basso Alentejo, includendo realtà sia urbane che rurali. La sua principale ricchezza era di tipo fondiario, ma beneficiava anche di interessi in centri marittimi (Caminha, Aveiro) e fluviali. Pertanto dopo la Casa di Braganza quella dell'Infantado fu la più ricca tra i domini signorili.
La sua enorme ricchezza fu tuttavia fonte di contese e discordie come accadde alla morte dell'Infante Francesco Saverio, Duca di Beira, fratello di Giovanni V del Portogallo, avvenuta nel 1742. L'altro fratello del re, Antonio Francesco, reclamò per sé la successione nella titolarità della Casa do Infantado, la quale venne tuttavia concessa all'infante Pietro (futuro Pietro III del Portogallo). Tale fatto deteriorò notevolmente i rapporti tra i fratelli. 
Furono Signori dell'Infantado i seguenti Infanti: 
- Infante Pietro (in seguito Pietro II del Portogallo) - reggente in seguito ad un colpo di stato causato dall'incapacità del fratello Alfonso VI del Portogallo, divenne re alla morte di quest'ultimo;
- Francesco di Braganza, Duca di Beja - contestabile del Portogallo;
- Infante Pietro (in seguito Pietro III del Portogallo) - divenne re dopo aver sposato la nipote Maria;
- Infante Giovanni (in seguito Giovanni VI del Portogallo - divenne re a causa della morte del fratello Giuseppe, principe ereditario del Portogallo;
- Infante Michele (in seguito Michele del Portogallo) - reggente a causa della minore età della nipote Maria, in seguito re per usurpazione; bandito dalla linea di successione venne espulso dal Portogallo.